# ایستگاه آیاسه
ایستگاه آیاسه (به لاتین: Ayase Station) یک ایستگاه قطار و ایستگاه مترو از خط چیودا در توکیو است که در آداچی-کو واقع شده‌است.